# Авганистан на Летњим олимпијским играма 2004.
Авганистану је 1999. године забрањено учешће на олимпијским играма у доба владавине талибана, али је забрана скинута 2002. године, п учествовање на Летњим олимпијским играма 2004., у Атини у Грчкој од 13. до 29. август било једанаесто учешће на Летњим олимпијским играма. Представљало га је 5 спортиста (3 мушкарца и 2 жене) који су се такмичили у четири индивидуална спорта.
Такмичарке Robina Muqimyar и Фриба Разаје ушле су у историју олимпијског спорта као прве жене у репрезентацији Авганистана, које су учествавале на Играма.
Заставу Авганистана на свечаном отварању Олимпијских игара 2008. носила је Нина Суратгер једна од тренера олимпијског тима.
Спортисти Авганистана су били веома млади. Најмлађа је била атлетичарка Robina Muqimyar са 18 год и 49 дана, а најстарији такође атлетичар Масуд Азизи са 19 година и 210. дана.
Преставници Авганистана на овим играма нису освојили ниједну медаљу, па су остали у групи земаља које до ових Игара нису освојили олимпијску медаљу.

## Спортисти Авганистана по дисциплинама
| Спорт      | Мушкарци | Жене | Укупно |
| ---------- | -------- | ---- | ------ |
| Атлетика   | 1        | 1    | 2      |
| Бокс       | 1        | 0    | 1      |
| Рвање      | 1        | 0    | 1      |
| Џудо       | 0        | 1    | 1      |
| Укупно (4) | 3        | 2    | 5      |

## Атлетика

### Мушкарци
| Атлетичар Лични рекорд | Дис.  | Група    | Група      | Четвртфинале     | Четвртфинале     | Полуфинале       | Полуфинале       | Финале           | Финале     | Детаљи |
| Атлетичар Лични рекорд | Дис.  | Резултат | Место      | Резултат         | Место            | Резултат         | Место            | Резултат         | Место      | Детаљи |
| ---------------------- | ----- | -------- | ---------- | ---------------- | ---------------- | ---------------- | ---------------- | ---------------- | ---------- | ------ |
| Масуд Азизи, -         | 100 м | 11,66    | 8. у гр. 4 | Није се пласирао | Није се пласирао | Није се пласирао | Није се пласирао | Није се пласирао | 79/80 (84) |        |

### Жене
| Атлетичарка Лични рекорд | Дис.  | Група    | Група      | Четвртфинале      | Четвртфинале      | Полуфинале        | Полуфинале        | Финале            | Финале     | Детаљи |
| Атлетичарка Лични рекорд | Дис.  | Резултат | Место      | Резултат          | Место             | Резултат          | Место             | Резултат          | Место      | Детаљи |
| ------------------------ | ----- | -------- | ---------- | ----------------- | ----------------- | ----------------- | ----------------- | ----------------- | ---------- | ------ |
| Robina Muqimyar, -       | 100 м | 14,14 НР | 6. у гр. 6 | Није се пласирала | Није се пласирала | Није се пласирала | Није се пласирала | Није се пласирала | 61/62 (63) |        |

## Бокс

### Мушкарци
| Боксер           | Дисциплина     | Коло 32 такмичара                  | коло 16 такмичара  | Четвртфинале       | Полуфинале         | Финале             | Финале    |
| Боксер           | Дисциплина     | Противник Резултат                 | Противник Резултат | Противник Резултат | Противник Резултат | Противник Резултат | Пласман   |
| ---------------- | -------------- | ---------------------------------- | ------------------ | ------------------ | ------------------ | ------------------ | --------- |
| Башарман Султани | велтер — 69 кг | Мохамед Хикал · Египат · Пор 12:40 | Није се пласирао   | Није се пласирао   | Није се пласирао   | Није се пласирао   | = 17 / 28 |

## Рвање

### Мушкарци
Башир Ахмед Рахмати
−55 кг

#### Група 6
| Црвени              | Плави               | Квал. бод. | Техн. бод. |
| ------------------- | ------------------- | ---------- | ---------- |
| Башир Ахмед Рахмати | Дишлод Мансуров     | 0:4 СП     | 0:11       |
| Мавлет Батиров      | Башир Ахмед Рахмати | 4:0 СП     | 20:0       |

СП = Супериорна победа 10 поена разлике, поражени без бодова; БО = Бодови освојени без техничких бодова

#### Табела 6. групе
| Рвач                           | Поб | Пор. | Квал. бод. | Техн. бод. |
| ------------------------------ | --- | ---- | ---------- | ---------- |
| Мавлет Батиров Русија          | 2   | 0    | 7          | 13         |
| Дишлод Мансуров Узбекистан     | 1   | 1    | 5          | 12         |
| Башир Ахмед Рахмати Авганистан | 0   | 2    | 0          | 0          |

## Џудо

### Жене
| Џудисткиња   | Дис.    | Коло 32                          | Коло 16            | Четвртфин.         | Полуфин.           | Репасаж 1          | Репасаж 2          | Меч за бронзу      | Финале             | Финале            | Детаљи |
| Џудисткиња   | Дис.    | Противник Резултат               | Противник Резултат | Противник Резултат | Противник Резултат | Противник Резултат | Противник Резултат | Противник Резултат | Противник Резултат | Плас.             | Детаљи |
| ------------ | ------- | -------------------------------- | ------------------ | ------------------ | ------------------ | ------------------ | ------------------ | ------------------ | ------------------ | ----------------- | ------ |
| Фриба Разаје | − 70 кг | Бланко · Шпанија · Пор 0000—1100 | Није се пласирала  | Није се пласирала  | Није се пласирала  | Није се пласирала  | Није се пласирала  | Није се пласирала  | Није се пласирала  | Није се пласирала |        |